# Evelio Jiménez Orge
Evelio Jiménez Orge fue un militar español que participó en la guerra civil española en el bando gubernamental. Tuvo otros dos hermanos, Francisco y Alfredo, que también fueron militares de carrera y como él se mantuvieron leales al gobierno de la República.

## Biografía

### Guerra civil
Al iniciarse la sublevación, tenía el rango de teniente coronel, y era el segundo jefe del Regimiento de Infantería Covadonga n.º 4, de guarnición en Madrid. Dicho Regimiento se sublevó y se encerró en el Cuartel de la Montaña. Evelio y otros militares se opusieron a la sublevación y consiguieron salir vivos del asalto al Cuartel. Durante la segunda mitad de 1936 es nombrado jefe de las fuerzas de Asalto de Madrid.
El 23 de diciembre de 1936, y ya con el rango de coronel, es nombrado comandante militar y jefe del sector de Arganda, teniendo bajo su mando a las tropas de dicho frente, la 48.ª Brigada Mixta. Al producirse el ataque de los rebeldes en el Jarama el 6 de febrero de 1937, su unidad estaba al oeste del río, defendiendo los accesos desde la carretera de Andalucía a San Martín de la Vega, y en dos días la brigada quedó totalmente destruida, excepto un batallón de carabineros. Por ello, el 8 de febrero cesa como jefe del sector de Arganda.
El resto de la guerra lo pasaría en puestos de segunda línea. Así, fue nombrado comandante militar de Alcalá de Henares el 20 de marzo de 1937, e inspector general del Ejército el 9 de mayo de ese mismo año.